# بيزو روسكادا
بيزو روسكادا (بالإنجليزية: Pizzo Ruscada)‏ هو أحد جبال سلسلة جبال الألب ليبونتيني ويقع في كانتون تيسينو في سويسرا. يحتل المرتبة رقم 383 في قائمة جبال سويسرا من حيث الارتفاع، إذ يبلغ ارتفاعه حوالي 2004 متر، بينما يبلغ ارتفاع نتوء الجبل 330 متر.